# 齋藤貞
齋藤 貞（さいとう ただし、1942年5月21日 - ）は、日本の政治家。元宮城県亘理町長（1期）。

## 来歴
宮城県亘理町生まれ。1961年（昭和36年）3月、宮城県仙台第一高等学校卒業。同年4月、日興證券に就職。1965年（昭和40年）10月、仙台中央青果卸売株式会社に転職。1993年（平成5年）5月、同社の取締役に就任。
2002年（平成14年）7月、亘理町助役に就任。2007年（平成19年）4月、地方自治法一部改正により副町長となる。2014年（平成26年）3月、副町長を退任。
2014年（平成26年）5月、亘理町長選挙に立候補し初当選を果たした。5月28日、町長就任。
2016年（平成28年）10月19日、東日本大震災の復旧工事の入札で不正を行ったとして、官製談合防止法違反（入札妨害）などの疑いで町職員、建設会社社長ら3名が逮捕される。2018年（平成30年）3月22日、齋藤は町議会でこの官製談合事件を挙げて「不祥事のけじめをつけないといけない」と述べ、任期満了に伴う町長選挙に立候補せず、1期で引退することを表明した。